# Martin Obst
Martin Obst (Berlino, 18 novembre 1986) è un lottatore tedesco, specializzato nella lotta libera. È stato vicecampione continentale agli europei di Kaspijsk 2018 nei -79 chilogrammi.

## Palmarès
- Campionati europei

Kaspijsk 2018: argento nei -79 kg.